# Rodolphe Tourville
Pour les articles homonymes, voir Tourville.
Rodolphe Tourville, né le 31 mars 1867 à Montréal et mort le 8 septembre 1935 à Outremont, est un homme politique québécois. Il est député libéral de Maskinongé de 1912 à 1927.

## Biographie
Il est le fils de Louis Tourville. En 1892, il épouse Berthe Archambault, fille de François-Xavier Archambault.
Rodolphe Tourville se présente comme candidat libéral à l'Assemblée législative du Québec en 1912 dans la circonscription de Maskinongé. Il l'emporte contre le député conservateur Georges Lafontaine. Il est réélu en 1916, en 1919 et en 1923. Il ne s'est pas représenté en 1927.